# Philipp de Platea
Philipp de Platea auch Philipp am Hegart (* zwischen 1470 und 1475 vermutlich in Anchettes; † 22. April 1538) war von 1522 bis 1529 gewählter Bischof des Bistums Sitten.

## Leben
Philipp war der Sohn des Franz de Platea, Kastlan des Zenden Siders und Landeshauptmann des Wallis und der Katharina In-Albon oder Werra.
Philipp wurde 1486 Domherr in Sitten und ist ab 1488 als Mitglied des Domkapitels belegt. in den Jahren 1510–1513 und 1517–1920 war er Vitztum von Vex.
Er war der Inhaber einiger – teilweise umstrittener – Pfründen: der Pfarreien Vétroz, Nendaz und Saint-Maurice de Laques, der Kaplanei Plan-Conhey und der Altarpfründe St. Bartholomäus im Kreuzgang der Kathedrale von Lausanne.
Am 11. Juli 1590 wurde Philipp von Papst Leo X. zusammen mit anderen Gegnern des amtierenden Bischofs Matthäus Schiner exkommuniziert. Nachdem Schiner in Rom in Ungnade gefallen war, wurde de Platea am 6. Juni 1522 vom päpstlichen Kommissär Bartolomeo Arnolfini zum Generalvikar und Offizial des Bistums ernannt.
Nach dem Tod Schiners, der am 1. Oktober 1522 in Rom an der Pest starb, wählte das Sittener Domkapitel Philipp de Platea zum Bischof von Sitten. Papst Hadrian VI. verweigerte seine Zustimmung und verlieh das Bistum zuerst an Kardinal Giovanni Piccolomini, der nach wenigen Tagen vom Amt zurücktrat, danach an Kardinal Paolo Emilio Cesi, der sich im Wallis nicht durchsetzen konnte.
Der beginnenden Reformation versuchte Philipp durch Bündnisse mit Savoyen und den katholischen Orten der Eidgenossenschaft entgegenzutreten.
Am 26. August 1529 erklärte Philipp, der nie die Bischofsweihe empfing auf der Sitzung des Landrats seinen Rücktritt – offiziell aus gesundheitlichen Gründen, vermutlich jedoch wegen mangelnden politischen Rückhalt. Er wurde wieder Mitglied des Domkapitels und 1532 Großsakristan.
Nach seinem Tod am 22. April 1538 wurde de Platea in der Kathedrale von Sitten beigesetzt.